# Futbolniy Klub Fakel Voronezh
Futbolniy Klub Fakel Voronezh (em russo:  Футбольный клуб "Факел" Воронеж)) é um clube de futebol da cidade de Voronej, na Rússia. Atualmente disputa a  Premier League Russa.